# Gergely Prőhle
Gergely Prőhle (ur. 26 czerwca 1965 w Budapeszcie) – węgierski dyplomata i polityk, działacz religijny, od 2010 wiceminister spraw zagranicznych w rządzie Viktora Orbána.

## Życiorys
Urodził się w rodzinie o korzeniach niemieckich. Kształcił się w Gimnazjum im. Józsefa Attili w Budapeszcie (1979–1983). W 1983 przez krótki okres studiował w Uniwersytecie Friedricha Schillera w Jenie (NRD), następnie zaś w Uniwersytecie im. Lóránda Eötvösa (ELTE) w Budapeszcie (1983–1989), gdzie uzyskał dyplom z filologii węgierskiej i germańskiej. W latach 1989–1990 odbywał staż w ramach programu DAAD (Deutscher Akademischer Austausch Dienst) na Uniwersytecie w Hamburgu. W okresie 1995–1998 kształcił się w Budapeszteńskim Instytucie Studiów Międzynarodowych i Dyplomatycznych.
Od 1988 pracował w mediach węgierskich. Był również zatrudniony jako lektor języków obcych na Uniwersytecie ELTE (1988–1995). Od 1992 do 1998 sprawował funkcję dyrektora związanej z niemiecką FDP Fundacji Naumanna w Budapeszcie. W pierwszym rządzie Orbana pełnił funkcję sekretarza stanu w ministerstwie dziedzictwa narodowego, następnie podjął pracę w dyplomacji jako ambasador w Niemczech (2000–2002) i Szwajcarii (2003–2005). W latach 2005–2006 sprawował funkcję zastępcy dyrektora departamentu w ministerstwie spraw zagranicznych. Od 2006 do 2010 pracował poza administracją państwową jako starszy konsultant w firmie „Roland Berger Strategy Consultants”.
W 2010 został sekretarzem stanu w MSZ ds. europejskich i dyplomacji kulturalnej.
Jest ewangelikiem, od 2006 pełni funkcję superintendenta krajowego Kościoła Luterańskiego na Węgrzech. Żonaty, ma czworo dzieci.